# Democracia soberana
Democracia soberana es un término político que puede tener diferentes interpretaciones.
En un principio fue utilizado por el gobierno de Taiwán para definir su sistema político. De esa manera pretende describir tanto la soberanía e independencia frente a la República Popular China como su carácter de democracia multipartidista frente al régimen de partido único de ésta.
En otro contexto, la noción de "democracia soberana" (en ruso: суверенная демократия) fue utilizada por Vladislav Surkov el 22 de febrero de 2006 en un mitin del partido Rusia Unida. Según Surkov, la democracia soberana es: 

una forma de vida política de la sociedad en la que sus poderes, sus instituciones y acciones se eligen, se forman y se dirigen exclusivamente por la nación rusa, en toda su diversidad e integridad, teniendo como fin que todos los ciudadanos, grupos sociales y pueblos que la constituyen alcancen el bienestar material, la libertad y la justicia.
Posteriormente dicha noción fue criticada, entre otros, por Dmitri Medvédev, entonces vice primer ministro de Rusia. Para Medvédev, los conceptos soberanía y democracia pertenecen a distintas categorías y no son comparables. "Si a la palabra democracia se le añaden definiciones de algún tipo, esto crea una extraña sensación. Esto lleva a pensar que, en definitiva, se trata de una democracia no tradicional", dijo Medvédev.
La adjetivación de la democracia para designar un sistema político tiene precedentes en el pasado, que suelen ser entendidos como una desvirtuación del término democracia para justificar un régimen autoritario o totalitario: por ejemplo, la democracia popular en los antiguos sistemas comunistas del Este de Europa, la democracia orgánica de la dictadura de Franco en España, o democracia liberal en los sistemas capitalistas occidentales.